# کریس گوین
کریس گوین (انگلیسی: Chris Gwynn؛ زادهٔ ۱۳ اکتبر ۱۹۶۴) بازیکن بیس‌بال اهل ایالات متحده آمریکا است.
وی در مسابقات کشوری و بین‌المللی در مجموع برندهٔ ۱ مدال نقره شده‌است.